# Jesus Christ Superstar (Film)

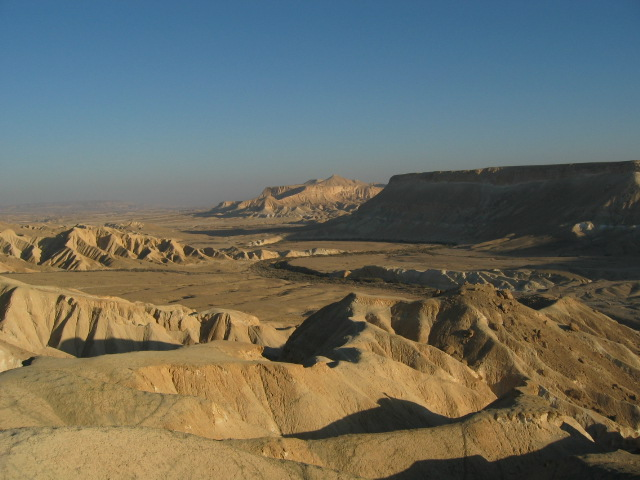
Die Wüste Negev, in welcher die Dreharbeiten stattfanden

Jesus Christ Superstar ist ein US-amerikanischer Film von Norman Jewison aus dem Jahr 1973 und eine Verfilmung der gleichnamigen Rockoper von Andrew Lloyd Webber und Tim Rice. Die Handlung basiert auf den Evangelien und konzentriert sich auf den Konflikt zwischen Jesus und Judas in den letzten Tagen vor der Kreuzigung Christi.
Die moderne Adaption des Neuen Testaments provozierte damals heftige Diskussionen in religiösen Kreisen. Es kam die Frage auf, ob man Jesus in einer Rockoper darstellen dürfe, in der er eine Beziehung mit Maria Magdalena eingeht. Außerdem wurde der Film teilweise als Persiflage oder Parodie gedeutet, was Angaben des Stabs zufolge allerdings nicht der Intention der ungewöhnlichen Inszenierung entspricht.
Der Film erhielt sechs Golden Globe- und eine Oscar-Nominierung in der Kategorie „Beste Musik“, gewann allerdings keine der Auszeichnungen.

## Handlung
Siehe Abschnitt Handlung des Artikels Jesus Christ Superstar.

## Kritiken
„Wie das parallel entstandene Rock-Musical ‚Godspell‘ steht die Rockoper im Zeichen der ausgehenden Hippie-Zeit und der Jesus-People-Bewegung. Norman Jewison inszenierte die letzten sieben Tage im Leben Jesu als von einem Song-Zyklus gestaltete Passionsgeschichte. Gedreht wurde in der Negev-Wüste in Israel, wo eine Gruppe junger Leute in antiken Ruinen die Stationen nachspielt. Judas wird als tragische Figur gedeutet, die die christliche Lehre als Droge begreift. Brillant von Douglas Slocombe fotografiert.“

## Sonstiges
- Bei den Dreharbeiten in Israel lernte „Jesus“-Darsteller Ted Neeley seine künftige Frau Leeyan Granger kennen. Sie war eine der Tänzerinnen in der Szene mit Simon dem Zeloten. Die beiden heirateten 1977.